# Noor Inayat Khan
Noor-un-Nisa Inayat Khan, GC, Croix de guerre 1939-1945, MiD (Moscú, 2 de enero de 1914-Dachau 13 de septiembre de 1944), más conocida como Noor Inayat Khan, fue una psicóloga y agente británica de la Ejecutivo de Operaciones Especiales (SOE) durante la Segunda Guerra Mundial. De ascendencia india, fue la primera mujer operadora de radio del SOE enviada a Francia, en ese entonces bajo ocupación militar, para ayudar a la Resistencia francesa.

## Biografía
Su padre, el Hazrat Inayat Khan, provenía de una noble familia india-musulmana, descendiente del sultán Fateh Ali Tipu (1750-1799), conocido como el Tigre de Mysore, y vivía en Europa como músico y maestro de Sufismo. Su madre, Ora Meena Ray Baker Noor, era una estadounidense proveniente de Nuevo México, que había conocido a Inayat Khan durante uno de sus viajes a los Estados Unidos. 
En 1914, poco antes del inicio de la Primera Guerra Mundial, la familia emigró de Rusia a Inglaterra y se estableció en Bloomsbury, Londres. Ahí Noor, quien a la larga sería la mayor de cuatro hermanos, recibió su educación preescolar. En 1920 la familia se estableció en Francia, mudándose a una casa en Suresnes, cerca de París. Luego de la muerte de su padre en 1927, Noor tuvo que asumir la responsabilidad de cuidar a su madre y a sus hermanos menores. Estudió psicología infantil en la Sorbona y música en el conservatorio de París bajo la tutela de la famosa Nadia Boulanger, componiendo música para arpa y piano.
Después inició una carrera de escritora, redactando poesía y cuentos infantiles, por lo que se convirtió en contribuyente regular a revistas infantiles y la radio francesa. En 1939 su libro Twenty Jataka Tales, inspirado en los cuentos jataka de la tradición budista, fue publicado en Londres. Cuando se desencadenó la Segunda Guerra Mundial, y Francia fue ocupada por las tropas alemanas en 1940, la familia huyó de París a Burdeos y de ahí por vía marítima a Londres, llegando a Falmouth el 22 de junio de 1940.
Aunque su padre fue pacifista y su influencia fue importante para ella Noor decidió tomar las armas para luchar contra la tiranía nazi. El 19 de noviembre de 1940 se unió a la Women's Auxiliary Air Force (WAAF) y recibió instrucción para convertirse en operadora de radio. Por su dominio del idioma francés y su habilidad como operadora de radio, aparte de la escasez de agentes experimentados, se la consideró como idónea para ser enviada a la Francia Ocupada, pese a ciertas reservas por su inexperiencia. Finalmente fue enviada el 16 de junio de 1943 y se convirtió en operadora de radio de una red de la Resistencia liderada por Francis Suttill, bajo el alias "Madeleine". Muchos miembros de la red fueron arrestados por la Gestapo poco después de su llegada, pero ella eligió permanecer en Francia, y pasó el verano desplazándose en varios lugares, intentando enviar mensajes a Londres a la vez que evitaba ser capturada.
En octubre fue traicionada por una francesa y arrestada por la Gestapo. Como había conservado copias de todas sus señales secretas, los alemanes pudieron usar su radio para engañar al SOE, quienes enviaron agentes directo a trampas puestas por la Gestapo. Logró escapar de la prisión pero fue recapturada unas pocas horas después. En noviembre de 1943 fue enviada a la prisión Pforzheim en Alemania, donde se la mantuvo encadenada y recluida. A pesar de ser torturada en varias ocasiones, rehusó revelar cualquier tipo de información. En septiembre de 1944, fue transferida junto con otras tres agentes del SOE al Campo de concentración de Dachau, donde fueron fusiladas el 13 de septiembre.